# Caballerorhynchus
Caballerorhynchus is een geslacht in de taxonomische indeling van de haakwormen, ongewervelde en parasitaire wormen die meestal 1 tot 2 cm lang worden. De worm behoort tot de familie Cavisomidae. Caballerorhynchus werd in 1977 beschreven door Guillermo Salgado-Maldonado.